# Jukka Kekkonen
Jukka Tapani Kekkonen (Helsinki, 12 de octubre de 1953) es un catedrático de la historia del derecho y de derecho romano en la Universidad de Helsinki desde 1995. 

## Biografía[1]

### Formación
- Licenciatura de Derecho 1978
- Doctor en Derecho 1987

### Carrera profesional
- Profesor visitante, Universidad Complutense de Madrid 1993-1994
- Profesor de la Historia del Derecho y del Derecho romano, Universidad de Helsinki 1995-

### Deberes Administrativos Académicos
- Decano de la Facultad de Derecho, Universidad de Helsinki 2004-2009
- Miembro de la Junta de la Universidad de Helsinki 2010-

## Política
Jukka Kekkonen está en contra de la independencia de Cataluña. Jukka Kekkonen, tras una conferencia en Universidad de Helsinki, "acusó a [Carles] Puigdemont de tergiversar la realidad al afirmar que representa al pueblo catalán y que los cargos catalanes procesados por el Tribunal Supremo son presos políticos". Kekkonen "le criticó [a Carles Puigdemont] por trazar paralelismos entre la situación política española actual y la dictadura". Kekkonen también afirmó que "[l]os separatistas habláis de la historia de una forma de la que (Vladímir) Putin estaría orgulloso".